# Million Dollar Baby
Million Dollar Baby is een Amerikaanse dramafilm uit 2004 onder regie van Clint Eastwood.

## Verhaal
Frankie Dunn leidt een boksschool in een kansarme buurt. De serveerster Maggie Fitzgerald, afkomstig uit Missouri waar ze opgroeide in een arm gezin met een drankzuchtige vader, een ziekelijke moeder door overgewicht, een broer in de gevangenis en een zusje met een kind, wil absoluut gaan boksen met Frankie als trainer, maar die wil geen meisje opleiden. Twee jaar lang blijft ze in de boksschool oefenen zonder training. Hopend dat het vruchten afwerpt en Frenkie haar wil trainen. Uiteindelijk aanvaardt Frankie toch haar voorstel om haar op te leiden totdat ze klaar is voor een impresario. Doordat hun relatie van lieverlee ook een innige vader-dochterrelatie wordt (enerzijds vervangt hij haar vader die Maggie zo mist en anderzijds vervangt zij zijn dochter die hij net zo mist)  wordt Frankie ook haar impresario. Na een reeks gewonnen wedstrijden in de lagere bokswereld, komt zij in de kamp om het weltergewicht voor vrouwen tegenover de wereldkampioene Billie The Blue Bear.
Dit gevecht loopt niet goed af voor Maggie: Billie geeft Maggie een illegale slag na de eerste ronde en krijgt wat later een strafpunt. Maar Billie volhardt in haar wangedrag: Maggie laat haar verdediging zakken en draait zich om op het einde van de derde ronde, krijgt van Billie een achterbakse slag, valt en komt tot overmaat van ramp zijwaarts met haar hals terecht op de rand van het onder het touw doorgeschoven nog plat liggende krukje. Ze breekt twee nekwervels C1 en C2 en is blijvend verlamd. Doordat ze zich niet meer kan bewegen krijgt Maggie doorligwonden en moet haar linkerbeen afgezet worden. 
Dan vraagt ze Frankie om een gunst: te doen voor haar wat papa had gedaan voor Axel, hun verlamde hond. Frankie weigert eerst, maar nadat Maggie haar tong heeft afgebeten en hij bij de pastoor afgewezen wordt in deze gewetenskwestie (euthanasie), besluit hij toch op Maggies verzoek in te gaan en zegt haar bij haar volle bewustzijn wat hij gaat doen: de zuurstofslang losmaken en een injectie adrenaline geven. Hij zegt haar ook dat Mo Cuishle, haar Ierse boksersnaam, "mijn liefste, mijn bloed" betekent. Over Maggies wang rolt een traan, Frankie doet zoals gezegd, en verlaat het ziekenhuis. Scrap stelt vast dat Frankie zich daarna in de boksclub Hit Pit of elders nooit meer heeft laten zien. 
Tot slot blijkt dat het verhaal dat door Scrap (als commentaarstem) werd verteld in feite een brief is aan de dochter van Frankie, om haar te vertellen wat voor iemand haar vader werkelijk is.

## Rolverdeling
| Acteur           | Personage               |
| ---------------- | ----------------------- |
| Clint Eastwood   | Frank Dunn              |
| Hilary Swank     | Maggie Fitzgerald       |
| Morgan Freeman   | Eddie Scrap-Iron Dupris |
| Jay Baruchel     | Danger Barch            |
| Mike Colter      | Big Willie Little       |
| Lucia Rijker     | The Blue Bear           |
| Brían F. O'Byrne | Pastoor Horvak          |
| Anthony Mackie   | Shawrelle Berry         |
| Margo Martindale | Earline Fitzgerald      |
| Riki Lindhome    | Mardell Fitzgerald      |
| Michael Peña     | Omar                    |
| Benito Martinez  | Impresario van Billie   |
| Bruce MacVittie  | Mickey Mack             |
| David Powledge   | Buffethouder            |
| Joe D'Angerio    | Scheidsrechter          |

## Prijzen en nominaties
| Jaar | Prijs         | Categorie                      | Genomineerde(n)                                          | Uitslag     |
| ---- | ------------- | ------------------------------ | -------------------------------------------------------- | ----------- |
| 2004 | Oscars        | Beste film                     | Clint Eastwood Albert S. Ruddy Tom Rosenberg             | Gewonnen    |
| 2004 | Oscars        | Beste regisseur                | Clint Eastwood                                           | Gewonnen    |
| 2004 | Oscars        | Beste vrouwelijke hoofdrol     | Hilary Swank                                             | Gewonnen    |
| 2004 | Oscars        | Beste mannelijke bijrol        | Morgan Freeman                                           | Gewonnen    |
| 2004 | Oscars        | Beste mannelijke hoofdrol      | Clint Eastwood                                           | Genomineerd |
| 2004 | Oscars        | Beste aangepaste scenario      | Paul Haggis                                              | Genomineerd |
| 2004 | Oscars        | Beste montage                  | Joel Cox                                                 | Genomineerd |
| 2004 | Golden Globes | Beste regisseur                | Clint Eastwood                                           | Gewonnen    |
| 2004 | Golden Globes | Beste actrice in een dramafilm | Hilary Swank                                             | Gewonnen    |
| 2004 | Golden Globes | Beste mannelijke bijrol        | Morgan Freeman                                           | Genomineerd |
| 2004 | Golden Globes | Beste dramafilm                | Clint Eastwood Albert S. Ruddy Tom Rosenberg Paul Haggis | Genomineerd |
| 2004 | Golden Globes | Beste filmmuziek               | Clint Eastwood                                           | Genomineerd |